# Cristofano Allori

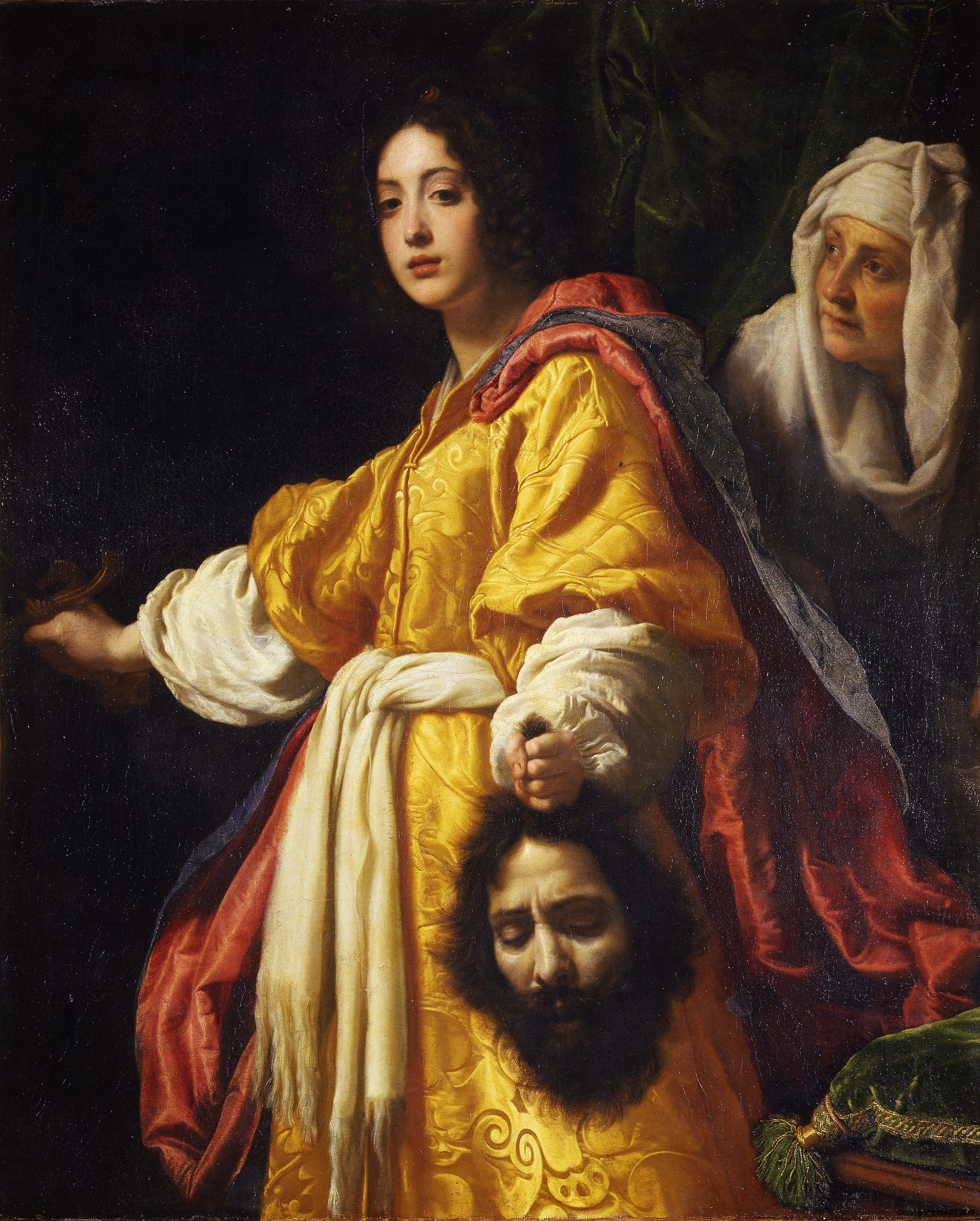
Judith con la cabeza de Holofernes (versión conservada en el Palacio Pitti de Florencia).

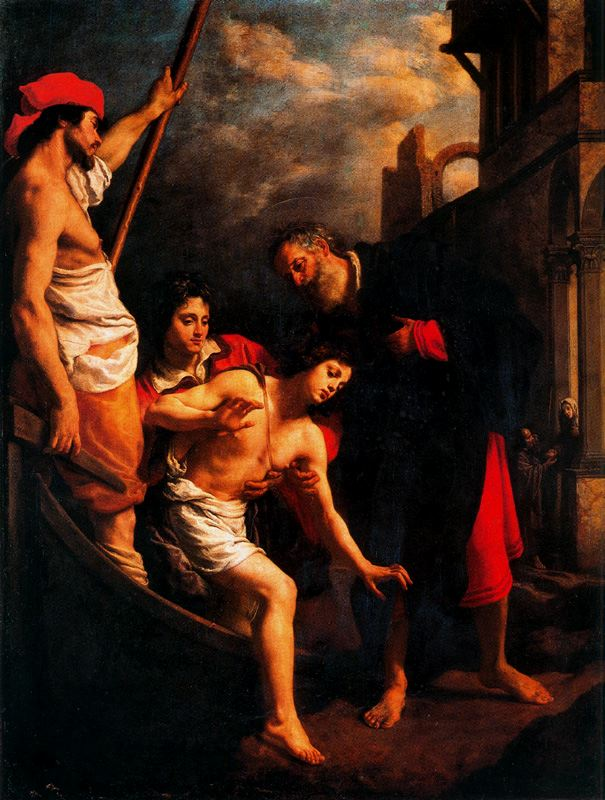
San Julián ofrece hospitalidad a los peregrinos, Palazzo Pitti.

Cristofano Allori (Florencia, 17 de octubre de 1577-Florencia., 1 de abril de 1621) fue un pintor italiano del final de la escuela manierista florentina. Se especializó en los retratos. 

## Biografía
Allori recibió sus primeras lecciones de pintura de su padre, Alessandro Allori, pero no estando satisfecho con el duro dibujo anatómico y los colores fríos de su padre, entró en el taller de Gregorio Pagani (1558-1605) que era uno de los líderes del final de la escuela florentina, que buscó unir la riqueza de colores de los venecianos con el dibujo perfecto de las disciplinas de Michelangelo. Allori se convirtió en uno de los más destacados de su escuela.
Sus pinturas se distinguen por su cercana adherencia a la naturaleza y la delicadeza y perfección técnica de su ejecución. Sus capacidades técnicas se muestran con el hecho de que varias copias que hizo para Correggio parecieron ser duplicados hechos por el propio Correggio. Su extrema meticulosidad limitó el número de obras. La mayoría de ellas se pueden admirar en su patria natal, Florencia.
Entre sus mejores creaciones se encuentra Judith con la cabeza de Holofernes, cuya versión más conocida está en el Palacio Pitti. El modelo de Judith fue su señora, la bella Mazzafirra, que también está representada en su Magdalena; y la cabeza de Holofernes se supone generalmente que representa a él mismo. De esta escena pintó Allori varios ejemplares, dos de los cuales están en Madrid: uno en la colección artística del Banco de España y otro en el Palacio de Liria (Colección de la casa de Alba).
Allori fue brevemente el maestro de Cesare Dandini, aunque el carácter orgulloso del alumno pronto les separó. Sin embargo, estilísticamente, ambos artistas siempre estuvieron muy cercanos.